# Hervé Koffi
Pour les articles homonymes, voir Koffi.
Hervé Koffi, né le 16 octobre 1996 à Bobo-Dioulasso, est un footballeur international burkinabé évoluant au poste de gardien de but au Angers SCO, en prêt du RC Lens.

## Biographie

### En club

#### Rahimo FC et RC Bobo
Hervé Kouakou Koffi est formé au Rahimo FC avant de rejoindre le Racing Club de Bobo. Avec le RCB, Koffi remporte le championnat du Burkina Faso et est désigné meilleur gardien du championnat.
Après sa coupe d'Afrique brillante où il finit avec la médaille de bronze avec le Burkina Faso, il rejoint l'ASEC Mimosas à Abidjan. D'abord 3e gardien, il s'impose comme titulaire dès sa première saison. Il participe à la Ligue des champions d'Afrique avec cette équipe.

#### Lille OSC
Il s'engage avec le Lille OSC pour une durée de 5 ans.
Arrivé en qualité de gardien n°2 derrière Mike Maignan, il profite de la suspension de ce dernier pour être titulaire pour la première fois avec le LOSC  le 20 août 2017 lors de la 3e journée de championnat contre le SM Caen (défaite 2-0)
Le 7 juillet 2019, le Belenenses SAD officialise le prêt de Hervé Koffi. La saison suivante, il est une nouvelle fois prêté, cette fois-ci au club belge du Royal Excel Mouscron, club partenaire du LOSC.
Durant son année de prêt à Mouscron, Hervé Koffi réalise une saison pleine et malgré la descente du club mouscronnois, il est considéré comme l'un des meilleurs joueurs de la saison. Il est souvent décisif, et fait gagner beaucoup de points à son équipe. Comme face au Standard, le 20 décembre 2020, où il réalise un plongeon impressionnant pour dévier une tête de Maxime Lestienne sur sa barre, alors qu'il ne reste que quelques secondes avant la mi-temps. Son équipe s'imposera 0-1 grâce à lui.
Il retourne à Lille en fin de saison.[réf. souhaitée]

#### Charleroi SC
Le 6 juillet 2021, Hervé Koffi signe pour trois saisons au Sporting de Charleroi + une saison en option, les deux gardiens des Zèbres (Nicolas Penneteau et Rémy Descamps) ayant décidé de continuer leurs carrières ailleurs.
Chez les Zèbres, il confirme son excellente saison réalisée à Mouscron et devient très vite le gardien titulaire indiscutable de sa nouvelle équipe. Doté d'un bon jeu au pied, d'un jeu aérien impeccable, et surtout, d'une excellente détente sur ses plongeons, il a la faculté de sauver des ballons inespérés. L'un des exemples les plus récents est son match face à Malines, le 27 décembre 2024, lors duquel il s'envole pour sortir une tête de Norman Bassette en toute fin de match. Ainsi, il sauvera son équipe, qui menait jusque-là 2-1, et s'imposera finalement 3-1.
Lors de la saison 2021-2022, il participe à 32 rencontres comptant pour le championnat et réalise 9 clean sheets. Il obtient une moyenne de 4,1 arrêts par match (73% de réussite) et sauve 3 penaltys sur 5. Lors de la saison 2022-2023, il participe à 28 rencontres, pour 8 clean sheets et une moyenne de 3,3 arrêts par match (71% de réussite). Il obtient, comme la saison précédente, la 7e place du classement des clean sheets.

#### RC Lens
Le 24 juin 2024, il s'engage avec le RC Lens pour un contrat de quatre ans.

#### Angers SCO
Le 30 juin 2025, le Racing Club de Lens annonce officiellement sur ses réseaux, le départ d'Hervé Koffi en prêt pour le Angers SCO sans option d'achat.
Le 17 août 2025, Hervé Koffi, à l'occasion de son premier match sous ses nouvelles couleurs face au Paris FC (1-0), est élu homme du match.

### En équipe nationale
En 2015, il atteint la finale des Jeux africains avec la sélection des moins de 23 ans.
Il reçoit sa première sélection en équipe du Burkina Faso le 26 mars 2016, contre l'Ouganda. Ce match gagné 1-0 entre dans le cadre des éliminatoires de la Coupe d'Afrique des nations 2017.
En janvier 2017, il est retenu par le sélectionneur Paulo Duarte afin de participer à la Coupe d'Afrique des nations organisée au Gabon. Lors de cette compétition, il est le gardien titulaire des Étalons qui terminent sur la troisième marche du podium,.
Quatre ans plus tard, il figure sur la liste des joueurs convoqués pour participer à la Coupe d'Afrique des nations 2021.[réf. souhaitée]
Le 20 décembre 2023, il est retenu dans la liste des vingt-sept joueurs burkinabés sélectionnés par Hubert Velud pour disputer la Coupe d'Afrique des nations 2023.

## Palmarès
- Champion du Burkina Faso en 2015 avec le Racing Club de Bobo
- Finaliste des Jeux africains 2015 avec l'équipe du Burkina Faso des moins de 23 ans
- Médaillé de bronze avec le Burkina Faso lors de la CAN 2017.